# Shahrestān di Bojnurd
Lo shahrestān di Bojnurd (farsi شهرستان بجنورد) è uno degli 8 shahrestān del Khorasan settentrionale, il capoluogo è Bojnurd. Lo shahrestān è suddiviso in 3 circoscrizioni (bakhsh): 
- Centrale (بخش مرکزی)
- Garmkhan (بخش گرمخان), con la città di Hesar-e Garmkhan.